# Опробування
Опробування (рос. апробование, англ. sampling, нім. Probe[ent]nahme f) — комплекс операцій з відбору, підготовки і дослідження проб корисної копалини для визначення її складу, властивостей і показників якості.
Опробування виконується при розвідці, видобутку і переробці корисних копалин.
При геологічній розвідці опробування виконується для визначення середнього вмісту корисних компонентів в родовищі; міцності рудних тіл і порід їх контуру; підрахунку запасів корисної копалини; установлення просторового розміщення типів і сортів руди, що вимагають різних технологічних процесів і схем переробки; фізико-механічних властивостей і збагачуваності корисних копалин.
При експлуатації родовища дані опробування використовуються для складання планів і програм видобутку корисної копалини в зв'язку зі зміною речовинного складу корисної копалини при переході робіт на інші дільниці і горизонти; визначення контурів рудних тіл і виявлення їх морфології для оперативного керівництва очисними роботами при валовій і роздільній виїмці різних типів корисної копалини; визначення втрат і взаємних розрахунків між гірничодобувним підприємством і споживачем корисної копалини.
На підприємствах, що переробляють корисні копалини, опробування служить для технологічної оцінки кожного сорту вихідної сировини при дослідженні на збагачуваність (визначення мінерального складу, вмісту мінералів, форми їх зерен і характеру їх зрощень); оперативного контролю за технологічними параметрами, що визначають якість сировини і продуктів, і забезпечують стабільні умови технологічного процесу і якість кінцевих продуктів збагачення; складання технологічних і товарних балансів продуктів збагачення; визначення показників для розрахунку з постачальниками сировини і споживачами товарної продукції, а також для аналізу і удосконалювання технологічного процесу збагачення.